# Каукон
Каукон је у грчкој митологији било име више личности, мада неки извори указују да се ипак ради о само једној.

## Митологија
Према Аполодору, био је један од Ликаонида, Ликаонових синова. Према Паусанији, Келенов син који је успоставио оргије из Елеусине у Месенији, где је слављен као херој. Његов гроб је приказиван у Лепреју. Према другим изворима, био је син Посејдона и Астидамије и имао је сина Лепреја. Био је свештеник богиње Деметре и епонимни херој народа названог по њему, а који је насељавао мали регион назван Трифилија, између Елиде, Аркадије и Месеније. Различите генеалогије указују на дуготрајни историјски спор око суверенитета региона. Наиме, као Ликаонов син, био је Аркађанин, као Келенов - Месенијанац, а као Астидамијин син, Елиђанин.